# Mansfield Park
Mansfield Park és una de les novel·les de Jane Austen. Va ser escrita entre 1812 i 1814 a Chawton i va ser publicada al maig de 1814 per Egerton, el mateix editor que en el cas dels seus dos llibres predecessors. Després de la segona edició, va passar a les mans de John Murray, el qual va publicar després també Emma. Mansfield Park és potser el text més trist i pertorbador d'Austen.

## Argument
El personatge principal, Fanny Price, és una jove d'una família relativament pobra, minyona pels seus oncles rics, Sir Thomas i Lady Bertram —germana de la seva mare—, en la mansió de Mansfield Park. Fanny creix amb els seus quatre cosins —Tom, Edmund, Maria i Júlia—, però sempre la consideren com inferior a ells; solament Edmund es mostra veritablement bondadós amb ella. Ell és també el més virtuós dels germans, doncs Maria i Júlia són vanitoses i consentides, mentre que Tom és un jugador d'apostes irresponsable. Amb el temps, la gratitud de Fanny cap a la bondat d'Edmund es converteix en un amor secret.
Quan els fills ja són grans, Sir Thomas se'n va durant un any per ocupar-se dels problemes de la seva plantació a Antigua. A causa dels deutes de joc de Tom, es veuen obligats a vendre el lloc de sacerdot que hauria d'haver estat per a Edmund. Arriben aleshores de Londres el jove Henry Crawford i la seva germana, Mary, per quedar-se a casa de la seva germana, l'esposa del nou pastor.
L'arribada dels Crawford interromp el món de Mansfield i dona inici a una sèrie d'embolics romàntics. Mary Crawford i Edmund comencen a intimar, encara que Edmund sovint es preocupa que els seus modals sofisticades i la seva forma de parlar, sovint cínica, emmascarin una gran falta de principis. Tanmateix, la senyoreta Crawford és atractiva, bonica i encantadora, per la qual cosa Fanny tem que hagi encantat a Edmund i que l'amor hagi tornat a aquest cec als seus defectes. D'altra banda, Henry juga amb els sentiments de Maria i Júlia a la vegada, encara que la primera ja està compromesa amb el senyor James Rushworth, matusser però molt ric. Maria creu que Henry està realment enamorat d'ella, i tracta el senyor Rushworth amb fredor, provocant la seva gelosia. D'altra banda, la presència de Fanny passa tan desapercebuda en el cercle familiar que amb freqüència és testimoni de situacions comprometedores entre Maria i Henry.
Animats per Tom i el seu amic, el senyor John Yates, els joves decideixen representar l'obra de teatre Promeses d'Enamorats. Tant Edmund com Fanny s'oposen al pla des del principi, considerant que Sir Thomas no l'aprovaria i que el contingut de l'obra no és adequat, però finalment Edmund accepta i s'ofereix a representar el paper d'Anhalt, l'amant del personatge interpretat per Mary Crawford. A més a més de donar a Maria i a Edmund un mitjà per parlar d'amor i matrimoni, l'obra proporciona a Henry i Maria un pretext per coquetejar en públic. Però Sir Thomas arriba de sorpresa en el bell mig d'un assaig, el que dona fi al pla. Henry se'n va i Maria es queda destrossada; en adonar-se'n que ell no l'estima, es casa amb el senyor Rushworth i se'n van a Brighton portant-se a Júlia amb ells. Mentrestant, la nova bellesa de Fanny i el seu agradable caràcter atreuen l'amor de Sir Thomas, que presta més atenció a la seva cura.
Henry torna a Mansfield Park i decideix divertir-se festejant a Fanny. Tanmateix, la seva dolçor i bondat genuïnes fan que sigui ell qui s'enamori d'ella. Quan li proposa matrimoni, Fanny ho rebutja pels seus coquetejos indeguts amb les seves cosines, així com pel seu amor per Edmund. Els Bertram —que no saben res dels sentiments de Fanny— estan consternats, ja que és un partit molt avantatjós per a una noia pobra com Fanny. Sir Thomas la reprèn per la seva ingratitud, mentre que Henry decideix que continuarà festejant-la amb l'esperança que amb el temps canviï d'opinió mentre s'adona que és constant.
Sir Thomas trama un pla perquè Fanny visiti la seva família pobra a Portsmouth amb l'esperança que, en veure la falta de comoditats, s'adoni de la utilitat d'un bon matrimoni. Henry visita Fanny a Portsmouth, per demostrar que ha canviat i és digne del seu afecte. A més a més, mitjançant la seva influència, ha aconseguit que el germà gran de Fanny, William, es converteixi en tinent de l'Armada Britànica. Ella comença a estovar-se, però encara afirma que no es casarà amb ell.
Poc després que Henry se'n vagi a Londres, Fanny se n'assabenta d'un escàndol que involucra a Henry i Maria. Els dos es van reunir novament a Londres i van reprendre els seus coquetejos, que ràpidament es van convertir en una aventura. L'assumpte es descobreix i surt en un diari nacional, i Maria deixa la casa del seu marit i s'escapa amb Henry. L'escàndol és terrible i el matrimoni de Maria acaba en divorci, però Henry es nega a casar-se amb ella. Per empitjorar les coses, Tom ha emmalaltit durant una de les seves escapades i Júlia s'ha fugit amb el senyor Yates.
Fanny torna a Mansfield Park a tranquil·litzar els seus oncles i per ajudar a tenir cura de Tom. Encara que Edmund sap que el matrimoni amb Mary Crawford és ara impossible a causa de l'escàndol causat pels seus parents, la veurà per última vegada. Durant la visita, es fa evident que la senyoreta Crawford no condemna l'adulteri d'Henry i Maria, solament el fet que els descobrissin. La seva principal preocupació és encobrir la situació, i afirma que si Fanny hagués acceptat a Henry, ell hauria estat massa ocupat i feliç com per tenir una aventura; simplement hauria estat un coqueteig temporal. Això revela la veritable naturalesa de Mary a Edmund, que s'adona que l'havia idealitzada com algú que no és. L'hi diu, i torna a Mansfield i a la seva vida com un vicari a Thornton Lacey.
Edmund s'adona de quant estima a Fanny, declara el seu amor per ella i es casen. Tom es recupera de la seva malaltia, després decideix deixar el joc, i la fuga de Júlia amb el senyor Yates resulta no ser un matrimoni tan advers després de tot.
Jane Austen assenyala que si Crawford hagués insistit en festejar a Fanny i no sucumbir a la relació amorosa amb Maria, Fanny finalment hauria acceptat la seva proposta de matrimoni, especialment després que Edmund s'hagués casat amb Mary.

## Personatges
- Fanny Price. Segona de nou germans, és enviada a viure amb les germanes de la seva mare a Mansfield Park a l'edat de deu anys. La seva mare es va casar per amor amb un tinent d'Infanteria de Marina pobre que va ser inhabilitat i desvinculat del servei amb la meitat del seu salari. És una jove sensible, tímida i intel·ligent. Virtuosa i amb un bon sentit de la moral, la seva condició de parent pobre a Mansfield Park només intensifica aquestes característiques. La major part de la novel·la té lloc quan ella té divuit i dinou anys. Fanny ha estat enamorada del seu cosí Edmund des que era jove, però Henry Crawford pretén la seva mà.
- Lady Maria Bertram. Tia materna de Fanny, casada amb el ric Sir Thomas Bertram. Sempre es mostra com una dona peresosa i distreta que fa molt poc per defensar a la seva neboda de les burles de les seves pròpies filles. Va néixer com «La senyoreta Maria Ward, de Huntingdon, amb un dot de solament set mil lliures [...].»[1]
- Mrs Norris. Germana vídua de Lady Bertram i de la senyora Price, viu a la vora de Mansfield Park. El seu difunt espòs, el Sr. Norris, era el rector de Mansfield Park fins a la seva mort. No sent el més petit afecte proper per Fanny i aprofita qualsevol oportunitat per recordar-li que ha de sentir-se agraïda per viure en Mansfield Park i per fer distincions entre ella i les seves cosines. És molt avariciosa i aprofita qualsevol oportunitat per estalviar diners, com ara prendre les espelmes de la casa principal per a les habitacions de la seva minyona.
- Sir Thomas Bertram. Oncle matern de Fanny. És propietari de Mansfield Park i d'una plantació d'esclaus a Antigua. Al començament es comporta amb gran severitat, educant els seus fills de forma molt estricta, però més tard s'adona que el seu comportament pot haver causat la ruïna de la seva filla gran. Li agradaria que els seus propis fills s'assemblessin més a Fanny i al germà d'aquesta, William.
- Tom Bertram. Fill més gran de Sir Thomas i Lady Bertram, set anys més gran que Fanny. El seu principal interès són les diversions de la societat de Londres i gaudeix dels plaers del teatre amb el seu amic, el Sr. Yates. Acumula grans deutes, obligant al seu pare a vendre el lloc de vicari que hauria anat al seu germà petit. Durant un viatge, Tom emmalalteix greument i, després de la seva convalescència, decideix tornar al bon camí.
- Edmund Bertram. Fill més petit de Sir Thomas i Lady Bertram, sis anys més gran que Fanny i l'únic que mostra consideració pels sentiments d'aquesta. Desitja ser un clergue. Com el seu protector i amic de Fanny, té una gran influència sobre seu i l'ajuda a formar el seu caràcter. Edmund se sent atret per la senyoreta Crawford, però les opinions d'aquesta sobre l'escàndol que involucra el seu germà Henry i Maria el fan descobrir la seva veritable personalitat. Després s'adona que està enamorat de Fanny i es casen.
- Maria Bertram. Filla gran de Sir Thomas i Lady Bertram, tres anys més gran que Fanny i molt bonica. Està compromesa amb el senyor Rushworth, però prefereix Henry Crawford i espera que aquest li proposi matrimoni. Al no fer-ho, Maria es casa amb Rushworth per la seva renda de dotze mil lliures a l'any, malgrat ser un jove groller i estúpid. El Sr. Crawford es creua en el seu camí a Londres poc després del seu matrimoni i comencen una relació, resultant en un gran escàndol públic. Rushworth es divorcia d'ella i el senyor Crawford es nega a casar-se amb ella. Com a dona divorciada, dependrà financerament de la seva família i la desterraran, amb la seva tia Norris, per viure «en un altre país».
- Julia Bertram. Filla menor de Sir Thomas i Lady Bertram, dos anys més gran que Fanny. Se sen] fortament atreta pel senyor Crawford, però aviat descobreix que ell prefereix la seva germana Maria, malgrat el compromís de la seva germana o potser a causa d'ell. El senyor Yates cerca les seves atencions, però aquesta situació acaba quan Sir Thomas torna a la casa. Posteriorment Júlia se'n va amb Maria i el seu espòs a la seva lluna de mel i a casa seva en la ciutat. Gairebé al mateix temps que Maria s'escapa amb el senyor Crawford, Júlia fa el mateix amb el senyor Yates, pel que sembla per evitar ser acusada pel seu pare per la fuga de la seva germana.
- Senyor Grant. Rector actual de la casa parroquial a Mansfield. És un home molt gruixut que gaudeix del menjar i la beguda.
- Senyora Grant. Esposa del senyor Grant, i germanastra d'Henry i Mary Crawford.
- Senyor Henry Crawford. Germà de la senyora Grant i de Mary Crawford. És un solter encantador i molt intel·ligent que juga amb els sentiments de Maria i Júlia davant els ulls de Fanny. Després del casament de Maria, decideix enamorar a Fanny, però acaba enamorant-se d'ella. Perd qualsevol oportunitat amb ella després que ell i Maria s'escapen plegats.
- Senyoreta Mary Crawford. Germana d'Henry Crawford i la senyora Grant. És una jove bonica i encantadora amb un profund interès en Edmund Bertram, malgrat ser fill segon. Tanmateix, les seves opinions i punts de vista sobre la fuga del seu germà amb la germana d'Edmund fan que al final perdi l'amor d'aquest.
- Senyor Rushworth. Un home ric però avorrit que es converteix en espòs de Maria Bertram. Es divorcia d'ella després que ella s'escapa amb Henry Crawford.
- L'Excm. John Yates. Un bon amic de Tom Bertram. Tom i Yates van de gresca a Londres i porten el seu amor pel teatre a Mansfield Park. Yates manifesta el seu interès per Julia Bertram. S'escapa amb Júlia en l'època què el Sr. Crawford i Maria fugen plegats.
- William Price. El germà gran de Fanny, un guàrdia de la marina naval, amb qui és molt propera. El Sr. Crawford tracta de congraciar-se amb Fanny ajudant William en la seva professió.
- Senyor Price. El pare de Fanny, un oficial de la Infanteria de Marina, que viu a Portsmouth. El Sr. Price beu massa i és malparlat, i sembla que en té poc o cap afecte per les seves filles.
- Senyora Price. La mare de Fanny, germana de la senyora Norris i Lady Bertram. Ella s'assembla a lady Bertram en el seu caràcter feble i la peresa, però sota la pressió d'una gran família i de baixos ingressos s'ha convertit en descurada. Com el seu marit, ella sembla importar-li poc Fanny.
- Susan Price. Germana més petita de Fanny amb qui Fanny s'acosta en la seva visita a casa. Ella regressa amb Fanny a Mansfield Park i pren el lloc de Fanny quan aquesta es casa amb Edmund. El seu caràcter és millor que molts dels seus germans.
- Lady Stornoway. Una dona de Societat. És còmplice del coqueteig entre el Sr Crawford i Maria. Aquests es troben en les seves festes i finalment fugen plegats des de casa seva.
- Senyora Rushworth. La mare del senyor Rushworth i sogra de Maria. El senyor Rushworth està en camí a buscar-la en la Pasqua, quan el Sr. Crawford i Maria augmenten el seu coqueteig i, finalment, fugen junts. La senyora Rushworth no és particularment amant de la seva jove.

## Simbologia
El món en què es desenvolupa la novel·la traça un fort significat simbòlic en els llocs i els esdeveniments. La primera crítica en assenyalar això va ser de Virginia Woolf.
Per exemple, el mur «ha-ha» conegut també com fossat de protecció o salt del llop a Sotherton és un límit que alguns personatges creuen, mentre que d'altres no, indicant d'aquesta manera les futures infraccions morals de Maria Bertram i Henry Crawford. Més endavant, la funció teatral —basada en Vots d'Amor— en la que el grup es veu embolicat a petició de Tom Bertram —llevat de Fanny Price— també és un auguri de les seves conductes futures en la vida real.
També el joc Speculation —un joc de cartes amb apostes molt popular a la fi del segle xvii i començaments del XIX— ha estat vist com un símbol, una «metàfora del joc que Mary Crawford està jugant, amb Edmund com a aposta».
La temàtica del camp versus ciutat també simbolitza el que és natural i renovador contra els artificials i corruptes efectes de la societat. En l'escena de contemplació de les estrelles en el primer llibre, la llum dels estels simbolitza la capacitat d'un de transcendir el seu propi egoisme i les seves preocupacions i els sofriments que aquestes causen, en oposició amb la llum de les espelmes, que suggereix les preocupacions pròpies d'una ment estreta de mires.

## Crítica
Mansfield Park és la més controvertida de les novel·les principals d'Austen. Els crítics de la seva època van destacar la moralitat de l'obra, però molts lectors moderns troben difícil simpatitzar amb la timidesa de Fanny i la seva desaprovació del teatre, rebutjant la idea —que es fa explícita en el capítol final— de què és millor persona a causa de les privacions sofertes en la seva infància. La pròpia mare de Jane Austen va considerar a Fanny un personatge «insípid» i molts altres lectors la troben pedant i antipàtica. Altres crítics assenyalen que posseeix una personalitat complexa, perceptiva a la vegada que lliurada a les seves il·lusions, i que demostra audàcia i va guanyant autoestima en l'últim tram de la història. La biògrafa d'Austen Claire Tomalin, que en general és força crítica amb Fanny, argumenta que «quan deixa de banda l'obediència per romandre fidel a la seva pròpia consciència, Fanny s'eleva en un moment d'autèntic heroisme». Tanmateix, Tomalin reflecteix l'ambivalència que molts lectors senten cap a Fanny en escriure també aquestes altres paraules: «La fe que impulsa Fanny a negar-se a allò que creu erroni la fa també intolerant cap als pecadors, als quals ella està disposada a deixar de banda».
La història conté molta sàtira social, dirigida especialment cap a les dues ties.

### Esclavitud
En un cert moment, Edward Said va relacionar la novel·la amb l'acceptació tàcita per part de la societat occidental dels beneficis materials de l'esclavitud i l'imperialisme —una connexió que ja havia fet Vladimir Nabokov en les seves Conferències sobre Literatura, redactades el 1940 però inèdites fins al 1980—, assenyalant que Austen omet esmentar que la riquesa de la propietat de Mansfield Park és el fruit del comerç d'esclaus. En un altre punt, tanmateix, Said sembla reconèixer que Jane Austen desautoritzava l'esclavitud: 
«Totes les evidències apunten a que també els aspectes més rutinaris de la tracta d'esclaus en una plantació de sucre a les Índies Occidentals era un assumpte cruel. I tot el que sabem sobre Jane Austen i els seus valors està en desacord amb la crueltat de l'esclavitud. Fanny Price recorda al seu cosí que després de preguntar a Sir Thomas sobre la tracta d'esclaus «es va fer un silenci sepulcral» com suggerint que un món no podia connectar amb l'altre, ja que no hi havia cap llenguatge comú per a tots dos. Això és cert.»
Experts com a Gabrielle White han criticat la condemna que Said fa a Jane Austen i a la societat occidental, remarcant que Austen i d'altres escriptors, com Samuel Johnson i Edmund Burke, es van oposar a l'esclavitud i van ajudar a fer possible la seva eventual abolició. Claire Tomalin, seguint el crític literari Brian Southam, reclama que Fanny, usualment tímida, pregunta al seu oncle sobre el comerç d'esclaus i no rep resposta, suggerint que la visió d'Austen de la immoralitat de la tracta d'esclaus està molt clara. Tanmateix, Ellen Moody desafia la interpretació de Southam, replicant que sembla que a l'oncle de Fanny li disgusta la pregunta —tal com el text suggereix— si és que la lectura de l'escena per part de Southam és correcta.
També es podria argumentar que Jane Austen es va mostrar indiferent amb el món exterior —si més no en les seves novel·les. Mansfield Park va ser escrita en el moment culminant de les Guerres Napoleòniques, encara que tot just s'esmenta el conflicte en aquesta o en qualsevol de les seves altres obres. La Revolució Industrial era en el seu apogeu i el país travessava una crisi com a resultat, però tampoc això s'esmenta mai en les seves novel·les. Mai no esmenta la màquina de vapor, les ciutats industrials o les plantacions de cotó i naps. L'autora omet també qualsevol menció a l'abolició del comerç d'esclaus el 1808 que va seguir una controvertida campanya, encara que es va produir quatre anys abans que iniciés la seva novel·la.

## Traduccions al català
- Austen, Jane. Mansfield Park. Traducció: Maria Dolors Ventós.  Barcelona: Club Editor, 1990. ISBN 9788473290432.[5][6]
- Austen, Jane. Mansfield Park. Traducció: Maria Dolors Ventós.  Viena edicions, novembre del 2021 (Club Victòria, 5). ISBN 978-84-18908-17-0.[7][8]

## Adaptacions

### Cinema
- El 1999] es va estrenar la pel·lícula estatunidenca, Mansfield Park que va tenir com a actors principals a Frances O'Connor com Fanny Price i Jonny Lee Miller com Edmund Bertram i com a directora a Patricia Rozema. Va ser filmada majoritàriament a Kirby Hall, Northanmptonshire.[9]

### Televisió

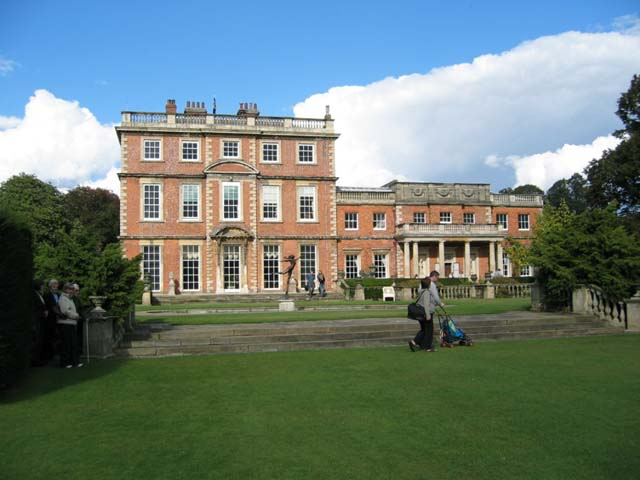
Newby Hall, utilitzat per les gravacions del 2007

- El 1983, es va estrenar a Gran Bretanya una minisèrie de sis episodis, la mateixa va estar sota la producció de Betty Willingale. Els seus actors principals van ser: Sylvestra Le Touzel com Fanny i Nicholas Farrell com Edmund.[10]

- L'any 2007, a Gran Bretanya, es va estrenar una mini sèrie basada en aquest llibre, de dues hores amb talls inclosos, i sense talls 90 minuts. Va estar sota la direcció de Iain B. MacDonald, els seus actors principals van ser: Billie Piper com Fanny i Blake Ritson com Edmund. Va ser filmada a Newby Hall. L'actriu va ser nominada com a millor actriu en TV Quick Award.[11]